# Turan (mitologia)
Turan – w mitologii etruskiej, bogini miłości i witalności, patronka miasta Velch (Volci). Przedstawiana była zazwyczaj jako młoda dziewczyna ze skrzydłami. Jej świętymi zwierzętami były czarny łabędź i gołąb. Posiadała wysłanników zwanych larami.
Jej odpowiednikiem w mitologii rzymskiej była Wenus, a w mitologii greckiej – Afrodyta. Jej imię pochodzi od etruskiego czasownika „tur-” – „dawać”.